# Estágio Futuro (DC Comics)
Future State é uma história em quadrinhos publicada pela DC Comics em janeiro e fevereiro de 2021, consistindo em várias séries limitadas lançadas no lugar das séries regulares em andamento da DC durante esses meses. O evento se passa no rescaldo do enredo de "Dark Nights: Death Metal", e se passa em um "possível futuro" do Universo DC. A conclusão do evento leva ao relançamento de Fronteira Infinita da DC.

## Histórico de publicação
A DC Comics anunciou originalmente o projeto "Generações" como o evento que uniria todas as eras da história do Universo DC, começando com "Generação Zero: Deuses Entre Nós", que estava programado para ser lançado durante o Free Comic Book Day em 2 de maio de 2020. No entanto, após o demissão do editor Dan DiDio da DC Entertainment em fevereiro e os efeitos da pandemia de COVID-19 na indústria de quadrinhos, a série foi adiada. O escritor Scott Snyder afirmou que os planos para o projeto "Generações" se tornaram mais "fluidos" e, em junho, o "Generação Zero" não fazia parte dos planos da DC para o Free Comic Book Day. Da mesma forma, o editor e diretor de criação da DC Comics, Jim Lee, afirmou que a iniciativa 5G, que teria ocorrido no final do plano original para as gerações, não estava mais acontecendo: "Tínhamos muitas ótimas ideias que nos circulávamos. E ao invés de lançar tudo em um mês e renumerar a linha e buscar aquele pico de vendas realmente curto, nós apenas gravitamos naturalmente para as ideias e conceitos de histórias que amamos e os construímos na mitologia, a mitologia contínua, de uma forma muito maneira orgânica.
Em setembro, a DC anunciou que "Estágio Futuro" seria agendado para janeiro e fevereiro de 2021. Em outubro, Snyder também garantiu que o fim de Dark Nights: Death Metal seria  diretamente vinculado ao evento. Ele respondeu que "está ligado a tudo. Estamos construindo o plano DCU junto com editores e outros escritores e artistas. Estou muito animado com isso. Death Metal termina em janeiro, e então janeiro e fevereiro é o "Estágio Futuro", que vai dar vislumbres de possíveis futuros em DC. Isso foi construído enquanto estávamos fazendo Death Metal para conduzir a algumas coisas que não estão mais acontecendo, mas esses planos tomaram uma nova forma, o que é emocionante. e se conecta a tudo que está acontecendo do outro lado - todo o DCU está trabalhando junto, além disso, temos algumas surpresas planejadas no final do ano".

## Títulos

### Família Batman
- Estágio Futuro: Batman/Super Homem #1–2
- Estágio Futuro: Dark Detective #1–4
- Estágio Futuro: Mulher Gato#1–2
- Estágio Futuro: Harley Quinn #1–2
- Estágio Futuro: O próximo Batman #1–4
- Estágio Futuro: Asa Noturna #1–2
- Estágio Futuro: Robin Eterno #1–2

### Família Superman
- Estágio Futuro: Casa de El #1
- Estágio Futuro: Kara Zor-El, Superwoman #1–2
- Estágio Futuro: Mulher Maravilha Imortal #1–2
- Estágio Futuro: Legião de Super-Heróis #1–2
- Estágio Futuro: Super Homem de Metropolis #1–2
- Estágio Futuro: Superman vs. Imperious Lex #1–3
- Estágio Futuro: Super Homem: Mundos de Guerra #1–2
- Estágio Futuro: Super Homem/Mulher Maravilha #1–2
- Estágio Futuro: Mulher Maravilha' #1–2

### Liga da Justiça
- Estágio Futuro: Aquaman #1–2
- Estágio Futuro: The Flash #1–2
- Estágio Futuro: Lanterna Verde #1–2
- Estágio Futuro: Liga da Justiça #1–2
- Estágio Futuro: Liga da Justiça Sombria #1-2
- Estágio Futuro: Shazam! #1–2
- Estágio Futuro: Esquadrão Suicida #1–2
- Estágio Futuro: Monstro do Pântano #1–2
- Estágio Futuro: Jovens Titãs #1–2

### Aftermath
- Estágio Futuro: Gotham[11]
- Lanterna Verde[12]
- Super Homem: Filho de Kal-El
- O Próximo Batman: Segundo Filho[13]
- Academia dos Jovens Titãs[12]
- Wonder Girl[14]
- Aquaman: The Becoming

## Recepção da crítica
No site de resenhas Comic Book Roundup, o enredo obteve uma pontuação média de 7,8 em 10, com base em 809 resenhas.

## Versão também
- DC Um Milhão